# Società Sportiva Bellona
La Società Sportiva Bellona è stata una squadra italiana di calcio a 5 con sede a Bellona, in provincia di Caserta.

## Storia
Fondata nel 1985, tredici anni più tardi assorbe il Real Capua Calcio a 5, ereditandone il titolo sportivo. La società ha disputato il suo primo campionato di Serie A nella stagione 2000-01 giungendo dodicesima con 35 punti. Nella successiva annata (2001-02) è giunta quattordicesima con 24 punti, retrocedendo ai Play-out. Dalla successiva stagione 2002-03 disputa la Serie A2, arrivando immediatamente a rigiocarsi l'accesso alla massima divisione, ma nella finale dei play-off per la Serie A viene sconfitto dall'Arzignano per 3-2 6-2. Nel 2006 cambia denominazione in "Società Sportiva Virtus Benevento Calcio a Cinque": la squadra giunge ultima nel girone B di serie A2, retrocedendo in serie B. La società tuttavia non presenterà domanda di iscrizione al campionato successivo, realizzando una sinergia con il Napoli che prevede il trasferimento della squadra partenopea a Benevento, lo scioglimento della squadra locale e l'ingresso in società dei dirigenti di quest'ultima.

## Organigramma
- Presidente: Filippo Polcino
- Allenatore: Marcello Serratore
- Addetto Stampa: Domenico Lacquaniti